# 布基涅
49°7′53″N 37°23′34″E / 49.13139°N 37.39278°E
布基內（烏克蘭語：Букине）是位於烏克蘭東部的村莊，由哈爾科夫州伊久姆區的奧斯基爾市鎮負責管轄。該村始建於1700年，面積0.04平方公里，海拔高度75米，2001年人口8，人口密度每平方公里200人。